# Rosa poběhlice
Rosa poběhlice (v originále Rosa la rose, fille publique) je francouzský hraný film z roku 1986, který režíroval Paul Vecchiali podle vlastního scénáře. Snímek byl uveden dne 2. března 1986 na mezinárodním filmovém festivalu v Torontu.

## Děj
Rosa je prostitutka působící v pařížských  Les Halles. O zákazníky nemá nouzi. Rosa slaví 20. narozeniny a její pasák Gilbert jí uspořádá hostinu. Na ní se objeví mladý dělník Julien a zamilují se do sebe.

## Obsazení
| Marianne Basler       | Rosa            |
| Jean Sorel            | Gilbert         |
| Pierre Cosso          | Julien          |
| Catherine Lachens     | čtyřicátnice    |
| Evelyne Buyle         | pětatřicátnice  |
| Jean Bollery          | Dédé            |
| René Joly             | harmonikář      |
| Stéphane Jobert       | Jules           |
| Daniel Briquet        | legionář        |
| Michel Valette        | šťastný muž     |
| Jacques Nolot         | Alex            |
| Noël Simsolo          | Jeannot         |
| Louis-Michel Colla    | majitel kavárny |
| Patrick Fierry        | zákazník        |
| Marie-Claude Treilhou | France Profonde |